# Marceliano Eduardo Canyes Santacana
Marceliano Eduardo Canyes Santacana OFMCap (* 4. März 1913 in Vilafranca del Penedès; † 10. Mai 1989) war ein spanischer römisch-katholischer Ordensgeistlicher und Apostolischer Präfekt von Leticia in Kolumbien.

## Leben
Marceliano Eduardo Canyes Santacana trat der Ordensgemeinschaft der Kapuziner bei und empfing am 21. Dezember 1935 das Sakrament der Priesterweihe. Am 11. Januar 1952 bestellte ihn Papst Pius XII. zum ersten Apostolischen Präfekten von Leticia. Canyes Santacana nahm an der zweiten Sitzungsperiode des Zweiten Vatikanischen Konzils teil. Am 4. März 1989 nahm Papst Johannes Paul II. das altersbedingte Rücktrittsgesuch von Canyes Santacana an.
Die Escuela Normal Superior Marceliano Eduardo Canyes Santacana in Leticia ist nach ihm benannt.